# Stowarzyszenie Mechaników Lotniczych

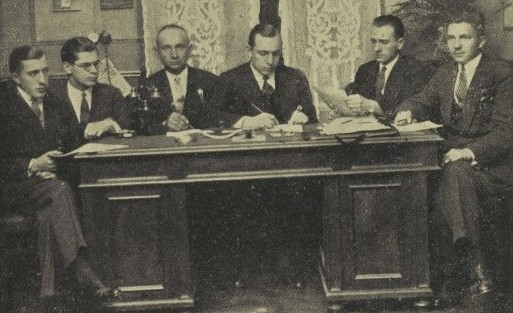
Pierwszy zarząd SML

Stowarzyszenie Mechaników Lotniczych  ("SML" Aircraft Engineers Association) – polskie stowarzyszenie mechaników lotniczych, działające w Warszawie od 1927 roku.

## Historia

### Lata Przedwojenne
Historia stowarzyszenia rozpoczyna się 2 października 1927 roku. Pierwotnie nazywało się "Koło Mechaników Lotniczych" przy Warszawskim Komitecie Wojewódzkim L.O.P.P. (Liga Obrony Powietrznej i Przeciwgazowej). 1 kwietnia 1930 roku Koło Mechaników Lotniczych stało się samodzielna organizacją i przybrało nazwę Stowarzyszenie Mechaników Lotniczych. Siedzibą SML był gmach przy ulicy Świat 17 należący do Instytutu Szerzenia Praktycznej Wiedzy Przemysłowej. W skład pierwszego zarządu stowarzyszenia weszli: Feliks Charlak (prezes), Leopold Baliński (wiceprezes), Edward Czyżewski (sekretarz) oraz Władysław Słomiński i Hilary Gąsiorowski.

Celem stowarzyszenia było:

Stowarzyszenie ma na celu przygotowanie fachowo wyszkolonych, w duchu patrjotyzmu wychowanych i karnie zorganizowanych kadr mechaników i techników lotniczych oraz instruktorów przeciwgazowych dla pracy w przemyśle lotniczym i przeciwlotniczej obronie kraju

W pierwszych latach działalności Stowarzyszenie założyło koleżeńską kasę pożyczkową Przezorność i pomoc (1931), koło szybowcowe, koło kulturalno oświatowe i drużynę piłkarską. Prowadziło kursy dokształcające między innymi z zakresu: konstrukcji lotniczych, szybownictwa, fototechniki. 
Samodzielnie wydawało miesięcznik Głos S.M.L, a od 1933 roku Mechanik Lotniczy W 1935 roku z okazji pięciolecia istnienia Stowarzyszenia wydano książkę pt Pięciolecie S.M.L. oraz poświęciło własny sztandar. Na uroczystościach główny protektorat i gościem honorowym był Inspektor Armii, generał dywizji Leon Barbecki oraz szef departamentu aerodynamiki M.S. Wojsk. gen. brygady Ludomił Rayski. W 1935 roku do stowarzyszenia należeli również lub byli jego honorowymi członkami: inżynierowie Bolesław Zalewski, Feliks Brodowski, Henryk Gizaczyński, Aleksander Seńkowski oraz kpt. Edmund Ostrowski, Stanisław Skarżyński, Stanisław Hlawsa, generał dywizji Leon Berbecki, Tadeusz Bieliński, Feliks Charlak. Wybuch II wojny światowej spowodował zawieszenie działalności stowarzyszenia.

### Reaktywacja
Reaktywacja stowarzyszenia nastąpiła 23 marca 2007 roku. W skład pierwszego zarządu po reaktywacji weszli:
- Prezes – Tadeusz Stachera
- Wiceprezes – Kazimierz Kuszkowski
- Sekretarz – Dariusz Masiak
- Skarbnik – Zenon Wolny
- Członek zarządu – Herbert Zegar

Stowarzyszenie za cel postawiło sobie promocję i rozwój zawodu mechanika lotniczego. Stowarzyszenie organizuje kursy z zakresu techniki lotniczej.
Współpracuje z urzędami państwowymi min. Urząd Lotnictwa Cywilnego oraz z organizacjami lotniczymi: SMIL (Stowarzyszenie Młodych Inżynierów Lotnictwa), Mazowiecki Klaster Lotniczy "AVIATION MAZOVIA".
Obecny skład zarządu stowarzyszenia:
- Prezes – Piotr Kołodziejczyk
- Wiceprezes – Kazimierz Kuszkowski
- Sekretarz – Tomasz Sosnowski
- Skarbnik – Zenon Wolny
- Członek zarządu – Robert Gajewski

### Koniec działalności SML
W 2018 roku Walne Zgromadzenie jednogłośnie podjęło decyzję o zakończeniu działalności.